# Дьяков, Николай Яковлевич (государственный деятель)
Николай Яковлевич Дьяков (родился 22 февраля 1907 в селе Якименки в Могилевской губернии — умер 20 ноября 1980 года в Калинине) — советский государственный деятель.

## Биография
С августа 1925 до июня 1929 года был слушателем рабочего факультета при Ленинградским политехническом институте им. Калинина, с июня 1929 по февраль 1932 года учился на аграрно-инженерном факультете Московской сельскохозяйственной академии, с февраля 1932 по август 1933 года был заместителем директора зернового совхоза в деревне Балахта в Восточно-Сибирском крае, а с августа 1933 по декабрь 1935 — агрономом и начальником отдела зерносовхоза в Красноярске.
С декабря 1935 по апрель 1938 года был директором зерносовхоза в Красноярском крае, с апреля 1938 по апрель 1940 года — начальник отдела совхозов на полях и заместитель главы краевого совета совхозов Красноярского края, с апреля 1940 по декабрь 1941 года — директор Красноярского краевого треста молочно-мясных совхозов, с 1940 принадлежал к ВКП(б).
С декабря 1941 года до октября 1942 года был заместителем начальника отдела сельского Хозяйства Красноярского краевого комитета ВКП(б), с октября 1942 по декабрь 1943 года — начальником отдела совхозов Красноярского краевого комитета ВКП(б).
С мая 1947 по октябрь 1952 — 2-й секретарь областного комитета ВКП(б)/КПСС Тувинской автономной области, 
а с ноября 1952 г. по июль 1954 году — инструктор отдела партийных, профсоюзных и комсомольских органов/отдела партийных органов ЦК КПСС.
С июля 1954 по март 1955 года был секретарем Калининского обкома КПСС.
С 16 марта 1955 по 3 декабря 1956 года — председатель исполкома Калининского облсовета,
с декабря 1956 по февраль 1963 годы — председатель Партийной комиссии при Калининском обкоме КПСС,
с января 1963 по декабрь 1964 год — председатель Партийной комиссии при Калининском сельском обкоме КПСС, 
а с декабря 1964 по март 1965 года — и. о. председателя Калининской областной плановой комиссии. 
С марта 1965 до марта 1969 года был председателем Калининской областной плановой комиссии, затем вышел на пенсию, 
а с сентября 1969 по сентябрь 1974 года был учителем в Калининской школе советского и партийного строительства.
5 января 1950 года был награжден орденом Ленина.